# Законодавча влада
Законода́вча вла́да — одна з гілок державної влади, головним призначенням якої є здійснення державної влади шляхом законотворення. Структурно є сукупністю повноважень щодо прийняття законів та інших нормативно-правових актів, а також сукупністю організаційних форм реалізації цих повноважень.
Відповідно до теорії поділу влади на законодавчу, виконавчу та судову, як одного з  принципів правової держави, законодавча влада  є однією з самостійних гілок влади, специфіка якої полягає в тому, що прийняті парламентом закони мають вищу юридичну силу, ніж нормативні чи інші акти  других гілок влади. Здійснення виконавчої та судової влади має відбуватись виключно в межах закону.
Відповідно до ст. 6 Конституції України, державна влада в Україні здійснюється на засадах її поділу на законодавчу, виконавчу та судову. Органи законодавчої, виконавчої та судової влади здійснюють свої повноваження у встановлених цією Конституцією межах і відповідно до законів України.
Закони та інші нормативно-правові акти ухвалюються на основі Конституції України і повинні відповідати їй.
Згідно ст. 19 Конституції України, правовий порядок в Україні ґрунтується на засадах, відповідно до яких ніхто не може бути примушений робити те, що не передбачено законодавством. Органи державної влади та органи місцевого самоврядування, їх посадові особи зобов'язані діяти лише на підставі, в межах повноважень та у спосіб, що передбачені Конституцією та законами України.
Людвіг фон Мізес один з основоположників Австрійської школи економіки писав "Не існує справедливого і чесного методу здійснення величезної влади, яку інтервенціонізм передає в руки законодавчої і виконавчої влади." 

## Історія розвитку інституту законодавчої влади
Витоки наукових знань у цій сфері беруть свій початок у Стародавньому світі. Але застосування словосполучення «законодавча влада» пов'язують з іменами теоретиків поділу влади Д. Гарінгтоном, Д. Локком, Ш. Монтеск'є та послідовним прихильником неподільності народного суверенітету — Ж.-Ж. Руссо.
Зокрема, Ш. Монтеск´є у «Духові законів» (1748) писав: «У кожній державі є троякого роду влади: влада законодавча, виконавча, що відає питаннями міжнародного права, і влада виконавча, що відає питаннями права громадян. У силу першої влади государ або установа створює закони, тимчасові або постійні, та виправляє або скасовує чинні закони. У силу другої влади він оголошує війну або укладає мир, направляє або приймає послів, забезпечує безпеку, запобігає навали. У силу третьої влади він карає злочини і розв'язує зіткнення приватних осіб. Останню владу можна назвати судовою, а другу — просто виконавчою владою держави».
Англійський науковець Джон Локк відвів законодавчій владі верховну, але не абсолютну владу, і вважав, що на користь народу її слід обмежувати. Локк перераховує чотири головні умови, що обмежують законодавчу владу:
- 1.Закон повинен бути рівним для всіх, для багатих і для бідних, для фаворита при дворі і для селянина за плугом.
- 2.Закон створюється не для придушення людей, а для їх блага.
- 3. Без згоди народу не можна збільшувати податки.
- 4.Законодавці нікому не можуть передовіряти свої функції.

Отже, ці ідеї є підвалинами щодо сучасного трактування теорії поділу влади. Цікаво зазначити, що в одному з авторитетних енциклопедичних видань законодавчу владу визначають як таку, яка поряд із владою виконавчою і судовою є однією з головних галузей верховної державної влади.

## Місце та роль законодавчої влади в державному механізмі
Стосовно місця законодавчої влади у державному механізмі відповідно до її функцій, то теоретики поділу влади Д. Локк і Ш. Монтеск´є обмежували її роль здійсненням переважно законодавчою функцією. І на сьогодні законодавча функція є ключовою і найбільш об´ємною за своїм значенням і змістом. Результатом її реалізації є формування правової системи держави, що забезпечує завдяки законодавству правове регулювання суспільних відносин, що виникають у процесі розвитку суспільства і держави, і які вимагають державного регулювання у формі законодавчих приписів.
У правовій державі законодавча діяльність повинна бути спрямована на забезпечення абсолютного пріоритету і главенства в організації всіх сфер життєдіяльності суспільства і держави, прав і свобод людини, шляхом створення законів, що забезпечують їх захист, тобто на практичну реалізацію принципу правозаконності.
Законодавча влада посідає особливе місце в системі органів публічної влади. Вона визначає організацію та функціонування виконавчої та судової влади і в такий спосіб відіграє свою орієнтовну роль стосовно цих гілок державної влади. У відносинах з іншими гілками державної влади, а також для визначення ролі законодавчої влади в суспільстві важливе значення має реальна, тобто фактична сила законодавчої влади. Зазвичай вважають, що в сучасних умовах у демократичних державах законодавча влада — це сильна влада. Вона іноді приймає закони (поправки до них) усупереч волі уряду (наприклад, один із останніх законів про соціальні стандарти) або глави держави. Вона здійснює дієвий контроль стосовно виконавчої влади. Дієвою формою контролю є робота слідчих комісій, звіти уряду та інших посадових осіб тощо.

## Зміст та завдання законодавчої влади
Здійснювана парламентами законодавча влада є представницькою. Саме на основі виборів народ передає владу своїм представникам і вповноважує представницькі органи здійснювати державну владу. У цьому змісті можна говорити про первинність представницьких органів у механізмі державної влади. Проте, є сутнісні і політико-юридичні обмеження цієї влади. Сутнісні обмеження випливають із її делегованості, визначаються принциповою залежністю від волі виборців. Політико-юридичні обмеження пов'язані з тим, що будь-який закон, щоб не залишатися набором фраз на папері, повинний відповідати політичним і юридичним реаліям, а також фундаментальному праву — конституції.
Поточне завдання законодавчої діяльності парламенту полягає у підготовці та прийнятті законів, безпосередньо передбачених Конституцією, і тих законів, які забезпечують потреби розвитку суспільства і держави в усіх сферах їх життєдіяльності. При цьому слід наголосити, що законодавство є безпосереднім інструментом формування стратегії й тактики такого розвитку.
Назва «законодавча» не означає, що представницькі органи займаються лише законодавчою діяльністю. Остання є для них головною, але не єдиною. Важливими для парламентів є також представницька, установча та контрольна функції. Відповідно до теорії поділу влади, законодавча влада є самостійною відносно виконавчої і судової гілок влади. Специфіка її полягає у тому, що прийняті парламентом закони мають вищу, порівняно з актами інших гілок державної влади, юридичну силу. Водночас кожна гілка влади має властиву їй систему стримувань і противаг для запобігання можливим зловживанням з боку іншої гілки влади.
Органи законодавчої влади, як правило (але не завжди), є виборними і мають різні назви: Верховна Рада, Державна Дума, Конгрес, Сейм, Фолькетинг, Альтинг. Парламенти можуть бути двопалатні як у федеративних (США, Росія), так і в унітарних державах (Велика Британія, Франція), і однопалатні (Ізраїль, Нова Зеландія, Україна).

## Поняття та функції парламенту
Органом законодавчої влади є парламент держави або — рідше — окремої адміністративно-територіальної одиниці), проте ним може бути і народ (у разі прийняття законів на референдумі), і монарх.
Парламент — єдиний представницький орган народу і єдиний законодавчий орган, який цілком або частково створює інші вищі органи держави, визначає основи внутрішньої і зовнішньої політики держави і бере участь у її здійсненні, контролює діяльність інших вищих органів і посадових осіб. Представницький орган неангломовних держав, як правило, має власну назву. У Франції та інших країнах представницький орган має назву «національні збори». В деяких країнах ця назва є транскрипцією національних правових термінів. Так, у Данії — Фолькетинг , в Ісландії — Альтинг, в Норвегії — Стортинг, в Швеції — Риксдаг, в Ізраїлі — Кнесет, у деяких країнах Сходу — Меджліс.
В унітарних державах парламенти формуються на загальнонаціональному рівні, а у федеративних — також і на рівні їх суб'єктів. При цьому їх повноваження розмежовуються на засадах, визначених федеральною конституцією.
Функції парламенту — це основні напрямки та види діяльності, що відображають його політико-правову природу та визначають його місце в загальній системі органів публічної влади.
Функції парламенту:
- представницька— реалізується через обов'язок представляти інтереси народу, його різні шари за допомогою депутатського корпусу (постанови парламенту як представницького органу мають політичний характер),
- законодавча— реалізується через право видавати закони (основна діяльність, що має юридичний характер);
- фінансова— реалізується через право ухвалювати рішення з фінансових питань (щорічно затверджувати бюджет країни);
- установча— реалізується через право брати участь у формуванні вищих виконавчих, а також судових органів;
- контрольна— реалізується через право здійснювати контроль за діяльністю уряду, інших вищих органів і посадових осіб;
- політична— реалізується через право визначати основи внутрішньої та зовнішньої політики І через обов'язок брати участь у її здійсненні.

Починаючи з діяча Великої французької революції XVIII ст. — абата Е. Сієйса та інших теоретиків тих часів, була поширена ідея представницького правління. Вважалося, що такий орган, як парламент точно знає чого хоче нація (народ), і виражає її (його) волю в законах та інших актах, не будучи в цьому відношенні нікому підконтрольним (у межах конституції, яку він нерідко може сам змінити). Це означає, що парламент став розглядатися як виразник інтересів і волі народу (нації), тобто всієї сукупності громадян цієї держави, уповноважений ухвалювати найбільш авторитетні управлінські рішення іменем народу. Звідси — таке його визначення, як національне або народне представництво.

### Структура парламентів
За структурою парламенти бувають однопалатні та двопалатні. Двопалатність виникла спочатку як досягнення компромісу між різними соціальними силами в боротьбі за владу. В сучасних умовах призначення двопалатності полягає в забезпеченні рівноваги в парламенті з метою вдосконалення законодавчої діяльності, а також поєднання елементів демократії з елементами аристократії в парламентській діяльності; репрезентації інтересів суб'єктів федерації у федеративних державах та інтересів адміністративних одиниць — в унітарних; збереженні історичних традицій. Вперше двопалатність була узаконена у Конституції США 1787 р.
Двопалатний парламент поділяється на верхню і нижню палати. Для верхніх палат універсальною назвою є «сенат». Ця назва, яку вперше було вжито в Конституції США, запозичена з історії Стародавнього Риму. Однак у деяких країнах, зокрема Великій Британії та Японії, верхні палати називають відповідно палатою лордів і палатою радників. Для нижніх палат широко вживаною назвою є «палата депутатів». Ряд нинішніх конституцій фіксують й інші назви палат: національні збори (Франція), палата громад (Велика Британія, Канада), сейм (Польща). Відмінність між верхньою і нижньою палатами полягає у способі їх формування.
Верхні палати формуються прямими виборами, непрямими виборами, призначенням, змішаним способом. У більшості країн верхні палати формуються прямими виборами. Представництво в них залежить не від загально-територіального принципу, а від наявності суб’єктів федерації, від яких обирається рівна кількість парламентаріїв. Так, у США вибирають по два сенатори від штату, а у Венесуелі, Мексиці та Бразилії — по три.
Прямі вибори верхніх палат дещо відрізняються від нижніх. Якщо депутати нижньої палати обираються за пропорційною, то депутати верхньої — за мажоритарною або змішаною системами (існує також прецедент формування верхньої палати за соціально-корпоративним принципом). Так, у Бельгії виборчим пасивним правом наділені діючі й колишні урядові та інші державні особи, науковці, представники закладів вищої освіти, керівники підприємств, профспілок та економічних асоціацій.

## Принцип народного представництва
В історичному аспекті утвердження народного (національного) суверенітету  [Архівовано 20 вересня 2013 у Wayback Machine.] було спрямоване переважно проти засилля королівської влади. Володіння суверенітетом народом (нацією) включає суверенітет короля. Справді, адже може існувати тільки один суверенітет. У статті 3 французької Декларації прав людини і громадянина зазначено: «Джерело будь-якого суверенітету перебуває по суті в нації». Надалі цей принцип уточнювався неодноразово в конституційному матеріалі. Нині, наприклад уч. 2 ст. 5 Конституції України, він сформульований у такий спосіб: «Носієм суверенітету і єдиним джерелом влади в Україні є народ».
Як зазначає французький учений-конституціоналіст М. Прело, визначення народного (національного) суверенітету приводить до прийняття принципу представництва. Суверенітет, що належить колективу, який не може його здійснити сам, делегується певним особам або установам. За допомогою конституції нація, як перше й єдине джерело влади, передає здійснення цієї влади різним індивідам або установам, які відтепер стають справжніми носіями влади, що здійснюються від імені нації, але жоден із цих індивідів і жодна з цих установ при цьому не можуть користуватися або розпоряджатися владою за власним правом. Правлячі індивіди або установи мають діяти від імені нації, яка репрезентує собою колективну і неподільну єдність [7, 60].
Отже, представництво повинно розумітися як конституційна влада, яка належить представникам і яка дає їм змогу «здійснювати волевиявлення від імені нації». Запровадженням представництва встановлюється юридична компетенція ухвалювати рішення державного порядку [7, 61].
З викладеного випливає, що народ (нація) має численних представників. Єдиний і неподільний за своєю сутністю суверенітет передається для здійснення різним органам.